# Nagroda IIFA dla Najlepszego Aktora Komediowego
Nagroda IIFA dla Najlepszego Aktora Komediowego to jedna z nagród indyjskiego kina w języku hindi, forma Nagrody International Indian Film Academy. Nominacji dokonują osobistości kina bollywoodzkiego, a wyboru drogą internetową widzowie z całego świata.

## Lista zwycięzców
| Rok  | Aktor            | Film                 |
| ---- | ---------------- | -------------------- |
| 2008 | Govinda          | Partner              |
| 2007 | Tusshar Kapoor   | Szalona przyjaźń     |
| 2006 | Jaaved Jaffrey   | Salaam Namaste       |
| 2005 | Akshay Kumar     | Mujhse Shaadi Karogi |
| 2004 | Boman Irani      | Munnabhai M.B.B.S.   |
| 2003 | Mahesh Manjrekar | Kaante               |
| 2002 | Govinda          | Jodi No. 1           |
| 2001 | Paresh Rawal     | Hera Pheri           |
| 2000 | Anil Kapoor      | Biwi No. 1           |